# 통구미항
통구미항은 경상북도 울릉군 서면 남양리에 있는 어항이다. 1972년 2월 5일 지방어항으로 지정하여 관리하고 있다. 시설관리자는 울릉군수이다.

통구미항은 울릉도의 유일한 자연포구로 골짜기가 깊고 좁아 통처럼 생겼다고 하여 통구미라 하였으며 마을 서편에는 천년의 향나무, 해송 등이 원형대로 보존되어 있고, 해안은 바다 낚시터로 각광을 받고 있다. 다이빙숍 등이 있어 해양레포츠 공간으로도 인기다. 어업인구 90여명, 어선 7척이 조업하고 있다.

## 입항 정보
- 부근 해역에서 통구미항으로 입항하려면 고두봉(높이 195m)을 목표로 한다음 거북바위를 향하면 된다. 소형어선은 일시적으로 접안 가능하나 입구가 바다 쪽으로 열려있어 파도가 바로 들어온다. 수심은 1~6m, 저질은 모래와 바위로 이루어져 있다.

## 어항 시설
- 방파제와 물양장(220m)이 있으며, 급유는 면세유류(저동에서 공급)가 있고, 급수는 자체 조달, 선박수리는 저동의 조선소를 이용하며, 폐유는 저동항 폐유수거함에 운반 처리한다.

## 주요 어종
- 통구미항의 주요 어종은 오징어, 방어, 문어 등이다.

## 관광 정보
- 숙박시설은 리조텔, 민박이 가능하며, 식당도 있다. 마을 앞 거북 모양의 바위가 기어가는 모양을 한 거북바위, 천연기념물 제48호인 울릉 통구미 향나무 자생지, 자연몽돌로 가득찬 통구미해수욕장 등이 있다.